# Hat-Hor
 (signalé en mai 2025).
Si vous disposez d'ouvrages ou d'articles de référence ou si vous connaissez des sites web de qualité traitant du thème abordé ici, merci de compléter l'article en donnant les références utiles à sa vérifiabilité et en les liant à la section « Notes et références ».
- Archive Wikiwix
- Bing
- Cairn
- DuckDuckGo
- E. Universalis
- Gallica
- Google
- G. Books
- G. News
- G. Scholar
- Persée
- Qwant
- (zh) Baidu
- (ru) Yandex
- (wd) trouver des œuvres sur Wikidata

Hat-Hor est un souverain de la période prédynastique égyptienne.
Hat–Hor fait partie d'une lignée de « Rois Faucons » qui est belliqueuse et s'attaque aux contrées (à 400 km) des « Rois Roseaux » portant la couronne blanche de la Haute-Égypte et siégeant à Nen-nesou (Nn-nsw) (plus tard Héracléopolis Magna).
Son serekh n'a pas de faucon, son existence et son nom sont contestés par certains égyptologues.